# Acinipe segurensis
Acinipe segurensis is een rechtvleugelig insect uit de familie Pamphagidae. De wetenschappelijke naam van deze soort is voor het eerst geldig gepubliceerd in 1908 door Bolívar.
1. ↑  (en) Acinipe segurensis op de IUCN Red List of Threatened Species.